# 13 루 마드렌
《13 루 마드렌》(13 Rue Madeleine)는 미국에서 제작된 헨리 헤서웨이 감독의 1947년 영화이다. 제임스 카그니 등이 주연으로 출연하였다.

## 출연

### 주연
- 제임스 카그니
- 아나벨라

### 조연
- 리처드 콘트
- 프랭크 라티모어
- 월터 아벨
- 멜빌 쿠퍼
- 샘 자페

## 기타
- 미술: 제임스 바세비
- 미술: 모리스 랜스포드
- 미술: 라일 R. 휠러
- 의상: 린 허버트